# Anguilla in gelatina
L'anguilla in gelatina (jellied eels) è un piatto tradizionale inglese originato nell'East End di Londra durante il XVIII secolo. Trattasi di anguille che, dopo essere state sminuzzate e bollite in un brodo speziato, vengono lasciate raffreddare e solidificare fino al formarsi di una gelatina. Vengono servite fredde.

## Storia
Essendo una fonte di cibo economica, nutriente e facile da reperire, le anguille erano un alimento comune tra i londinesi e venivano catturate direttamente nel Tamigi. Nel Novecento vennero aperti i pie, mash and eel shop, negozi che servivano il pasto noto come pie and mash, che può comprendere l'anguilla in gelatina. Il primo locale di questo tipo, il M Manze, venne inaugurato nel 1902. Alla fine della seconda guerra mondiale, vi erano circa 100 pie, mash and eel shop. Nel 1995 il loro numero era diminuito a 87 e il loro numero è andato riducendosi nel corso degli anni. Oltre che in quei locali, l'anguilla in gelatina sono reperibili nei punti vendita alimentari e nei supermercati della capitale.